# Mjukplister
Mjukplister (Lamium amplexicaule) är en växtart i familjen kransblommiga växter. 